# Detector Cherenkov
Um detector Cherenkov (pronúncia: /tʃɛrɛnˈkɔv/; russo: Черенко́в) é um detector de partículas que usa o limiar de velocidade para a produção de luz, a quantidade de luz dependente da velocidade ou a direção da luz dependente da velocidade da radiação Cherenkov.

## Fundamental
Uma partícula que passa através de um material a uma velocidade maior que aquela, em que a luz pode viajar através do material, emite luz. Este é um processo semelhante à produção de um estrondo sônico quando um avião viaja pelo ar mais rápido do que as ondas sonoras podem se mover no ar. A direção em que esta luz é emitida está em um cone com ângulo θ c em relação à direção na qual a partícula está se movendo, com cos(θ c ) = ⁠c/nv⁠ (c = a velocidade da luz no vácuo, n = o índice de refração do meio e v é a velocidade da partícula). O ângulo do cone θ c fornece, portanto, uma medida direta da velocidade da partícula.  A fórmula de Frank-Tamm ⁠d2N/dωdx⁠ = ⁠z2α/c⁠ sen 2 θ c  fornece o número de fótons produzidos.

## Aspectos
A maioria dos detectores Cherenkov visam registrar a luz Cherenkov produzida por uma partícula primária carregada. Algumas tecnologias de sensores visam explicitamente a luz Cherenkov produzida (assim como) por partículas secundárias, seja por emissão incoerente como a que ocorre em uma chuva de partículas eletromagnética ou por emissão coerente, por exemplo efeito Askaryan .
A radiação Cherenkov não está presente apenas na faixa de luz visível ou UV, mas também em qualquer faixa de frequência onde a condição de emissão possa ser atendida, por exemplo, na faixa de radiofrequência.
Diferentes níveis de informação podem ser usados e analisados. A informação binária pode ser baseada na ausência ou presença da radiação Cherenkov detectada. A quantidade ou a direção da luz Cherenkov também pode ser usada.
Ao contrário do processo de um contador de cintilação, a produção de luz é instantânea.

## Tipos de detectores
No caso simples de um detector de limiar, o limiar de energia dependente da massa permite a discriminação entre uma partícula mais leve (que irradia) e uma partícula mais pesada (que não irradia) com a mesma energia ou momento. Vários estágios de limite podem ser combinados para ampliar a faixa de energia coberta.
Os detectores Cherenkov de limiar têm sido usados para medições rápidas de cronometragem e tempo de voo em detectores de partículas.
Modelos mais elaborados utilizam a quantidade de luz produzida. Registrando a luz de ambas partículas primárias e secundárias, para um calorímetro Cherenkov, o rendimento total de luz é proporcional à energia da partícula incidente.
Registrando localizações individuais de fótons de Cherenkov em uma área de sensor sensível à posição, os detectores RICH reconstroem os ângulos de Cherenkov a partir dos padrões registrados. Como os detectores RICH fornecem informações sobre a velocidade da partícula, se o momento da partícula também for conhecido (a partir da flexão magnética), a combinação dessas duas informações permite que a massa da partícula seja deduzida para que o tipo de partícula possa ser identificado.